# Frederick Banting
Frederick Banting là nhà vật lý và sinh lý học người Canada khám phá ra hormone tuyến tụy insulin điều trị bệnh tiểu đường. Banting sinh năm 1891 tại Alliston, Ontario và học tại trường đại học Toronto. Năm 1915, ông vào quân y và trở thành người chỉ huy, sau chiến tranh thế giới lần thứ nhất ông thực tập y khoa ở London (Anh), Ontario (Canada). Từ năm 1921 đến năm 1922, ông làm việc tại trường đại học Toronto trong phòng thí nghiệm của nhà sinh lý học người Scotland là John Macleod và cộng sự người Canada Charler Best. Banting đã khám phá ra Insulin, năm 1923, ông được trao giải thưởng Nobel về y-sinh lý học cùng với nhà sinh lý học Macleod.
Thực sự nhóm nghiên cứu đến bốn người, Banting và Best chia nhau nửa giải còn, Macleod và nhà hóa học Jame Bertramcllip (người đã giúp Macleod làm tinh khiết Insulin) cùng chia nửa giải. Năm 1923 trường đại học thành lập khoa nghiên cứu y khoa, Banting được bổ nhiệm làm trưởng khoa. Năm 1934 ông được hoàng gia Anh phong tước hiệp sĩ, đây là đỉnh cao sự nghiệp của ông.
Banting mất năm 1941 do nổ máy bay trên đường từ Canada qua Anh đang có chiến tranh, hưởng thọ 50 tuổi.